# Авлія
Авлія (араб. أولياء — покровитель, святий; в однині валі) — в ісламі, люди, які проводять всі свої дні в постійних молитвах і поминання Аллаха. Вони ведуть праведний спосіб життя і уникають гріхів, постійно вдосконалюючи свій духовний світ. Про таких людей згадується в Корані: «Так! Воістину, наближеним до Аллаха немає чого боятися, i не будуть вони засмучені

–  ті, які увірували й були богобоязливі.

Чекає на них радісна звістка в житті земному й наступному. Немає зміни в словах Аллаха. Це — великий успіх!»